# カタツムリ

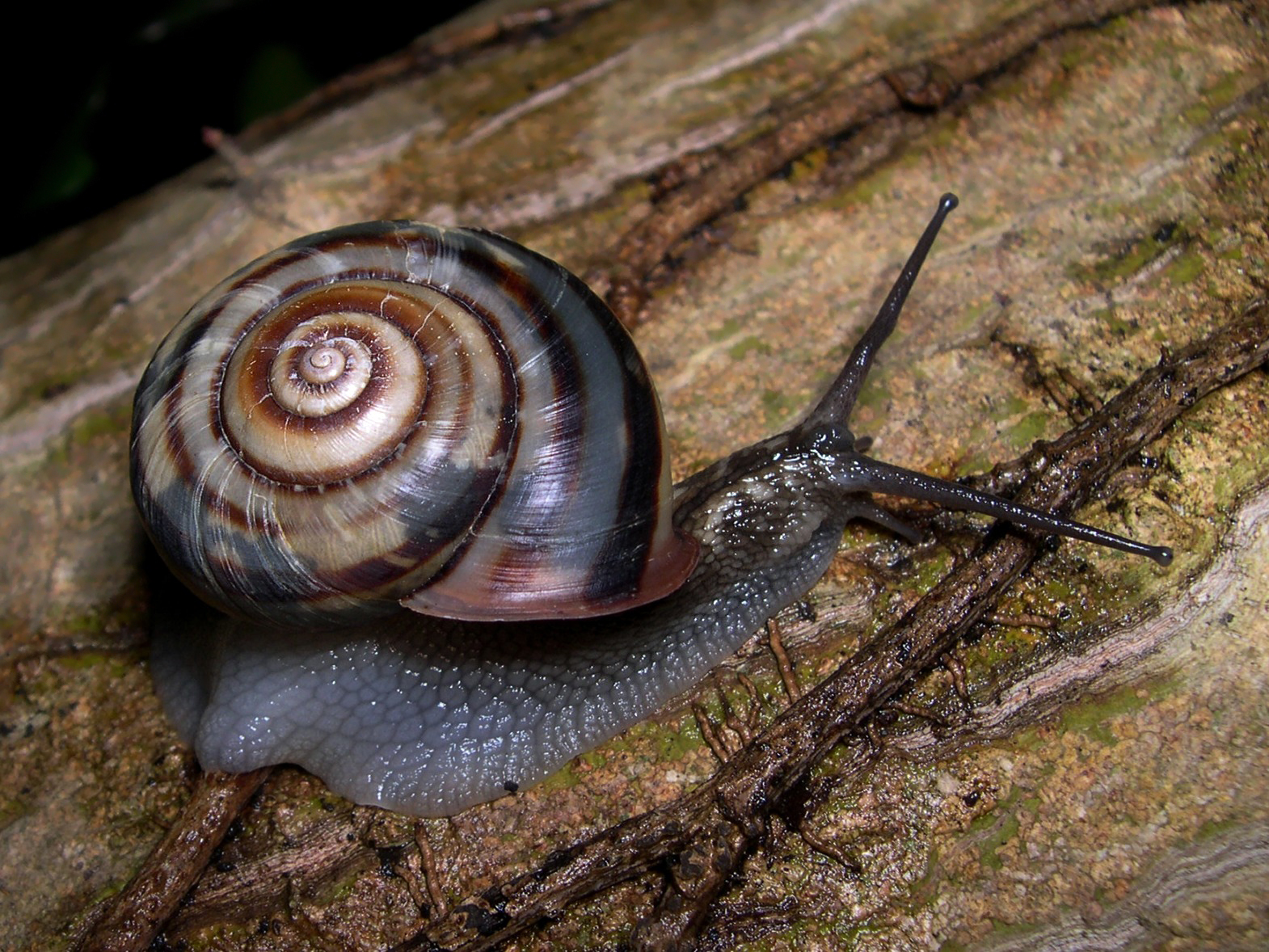
ミスジマイマイ
Euhadra peliomphala

カタツムリ（蝸牛；かぎゅう）は、陸に棲む巻貝のうち殻を持つものの通称。特にその中でも有肺類のうちの殻が細長くないものを言う場合が多い。

## 概要
「カタツムリ」という語は日常語であって特定の分類群を指してはおらず、生物学的な分類では多くの科にまたがるため厳密な定義はない。陸貝（陸に生息する腹足類）のうち、殻のないものを大雑把に「ナメクジ」、殻を持つものを「カタツムリ」、「デンデンムシ」、「マイマイ」等と呼ぶ。一般にカタツムリは蓋をもたず触角の先に目を持つ有肺類の陸貝で、中でも球型や饅頭型の殻を持つものを指すことが多く、「マイマイ」と呼ばれるのはこの類である。殻に蓋をもつヤマタニシ類や細長い殻をもつキセルガイなどがカタツムリと呼ばれることは少ない。しかし、前述のとおり厳密な定義がないため、殻をもつ陸貝をすべてカタツムリと呼ぶ場合がある。日本では一般的にカタツムリと呼ばれるものとしてはナンバンマイマイ科の種類が代表的なものである。
一般に移動能力が小さく、山脈や乾燥地、水域などを越えて分布を広げることが難しいため、地域ごとに種分化が起こりやすい。他の動物群と同様に、種類は北より南の地方で多い傾向がある。日本列島に限っても、広い分布域をもっているのは畑地や人家周辺にも見られるウスカワマイマイや、外来種のオナジマイマイなどごくわずかな種で、それ以外のカタツムリは地域ごとに異なる種が生息しており、関東と関西では多くの種類が入れ替わっている。また島など隔絶された所では特に種分化が起こりやすく、南西諸島や小笠原諸島では島ごとに固有種が進化していることが多い。このような種分化は地球規模ではさらに顕著で、大陸間では科や属のレベルで大きく異なるのが普通である。

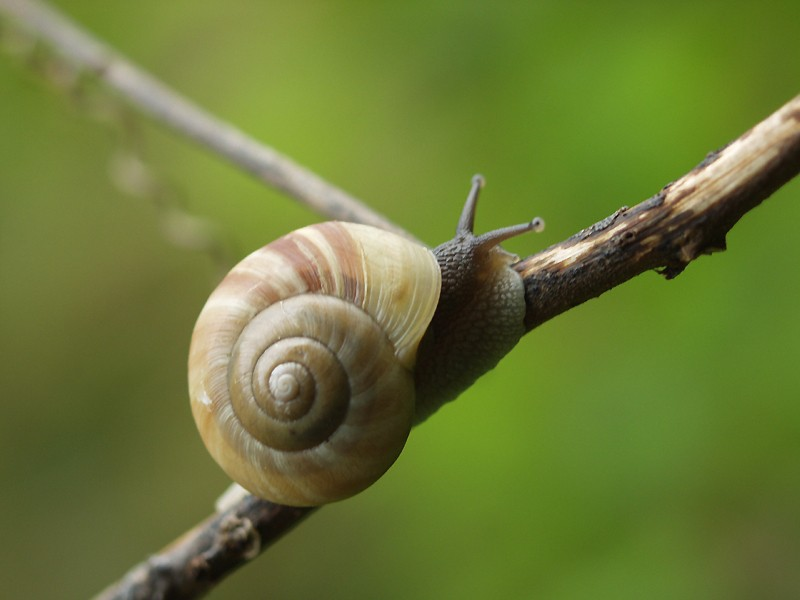
セトウチマイマイ （ナンバンマイマイ科） 日本。
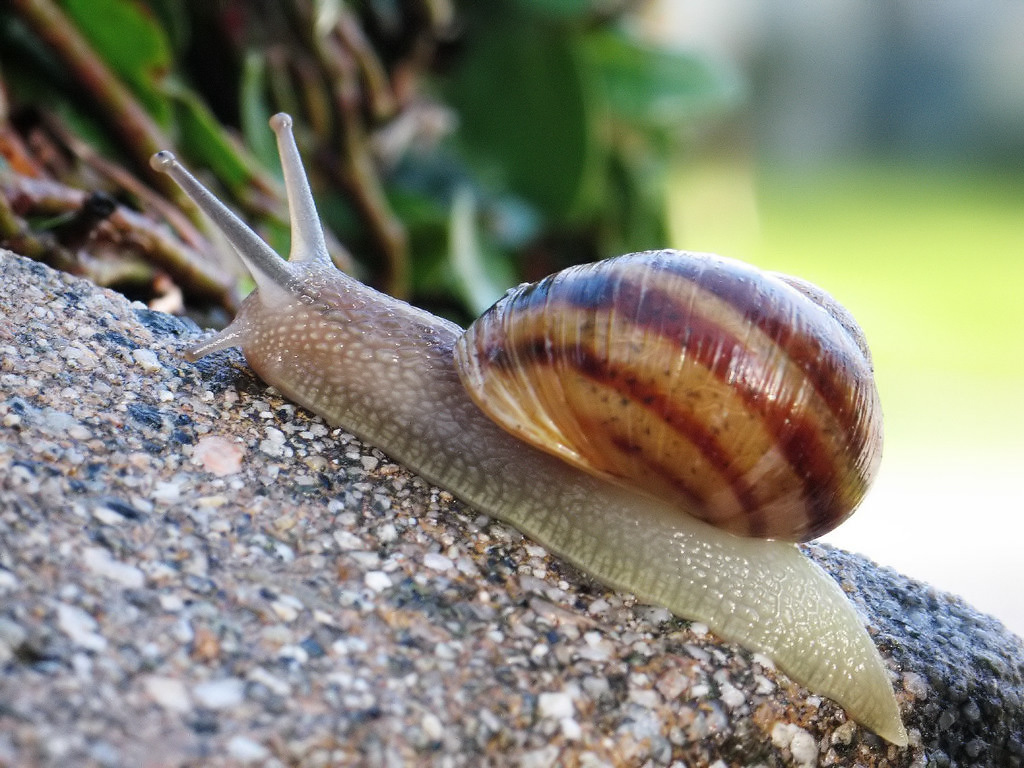
プチグリ （リンゴマイマイ科） 有名な食用種。
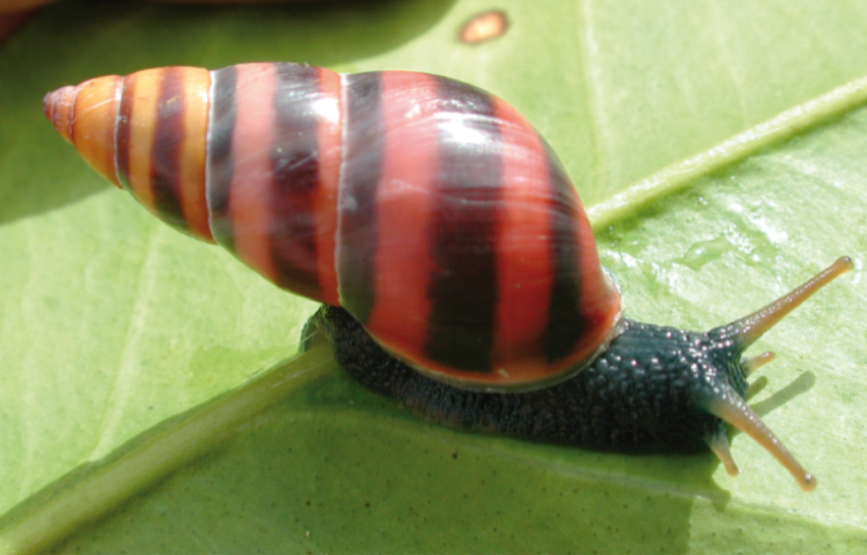
Drymaeus laticinctus （サラサマイマイ科） ドミニカ。殻高25mm。
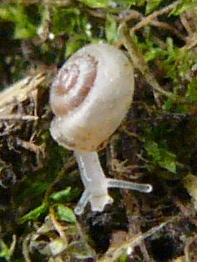
ツヤミジンマイマイ （ミジンマイマイ科） チェコ。殻径2mmほど。

## 形態
軟体動物のうち陸に棲むものは腹足類のみであるが、それらは多様な環境に適応して形態や生態が分化している。中にはナメクジのように貝殻が退化したものや、キセルガイ科やオカチョウジガイ科のような細長い殻をもつものがいる。大きさは日本産では1mm前後のものから数cmまでで、殻径60mmを超える四国産のアワマイマイ Euhadra awaensis が最大の在来現生種である。アフリカなどにはメノウアフリカマイマイのように殻が20cm以上、伸びた時の体長が40cm近い種類がいる。
陸生貝類のうち、ヤマキサゴ科やヤマタニシ科は殻を塞ぐ蓋をもち、これらは一般にカタツムリと呼ばれる有肺類とは起源が異なる。

### 身体

カタツムリの身体の模式図：1 殻、2 肝臓、3 肺、4 肛門、5 呼吸孔、6 眼、7 後触角、8 脳神経節、9 唾液腺導管、10 口、11 食道、12 唾液腺、13 生殖孔、14 陰茎、15 膣、16 粘液腺、17 輸卵管、18 矢嚢、19 腹足、20 胃、21 腎臓、22 外套膜、23 心臓、24 輸精管

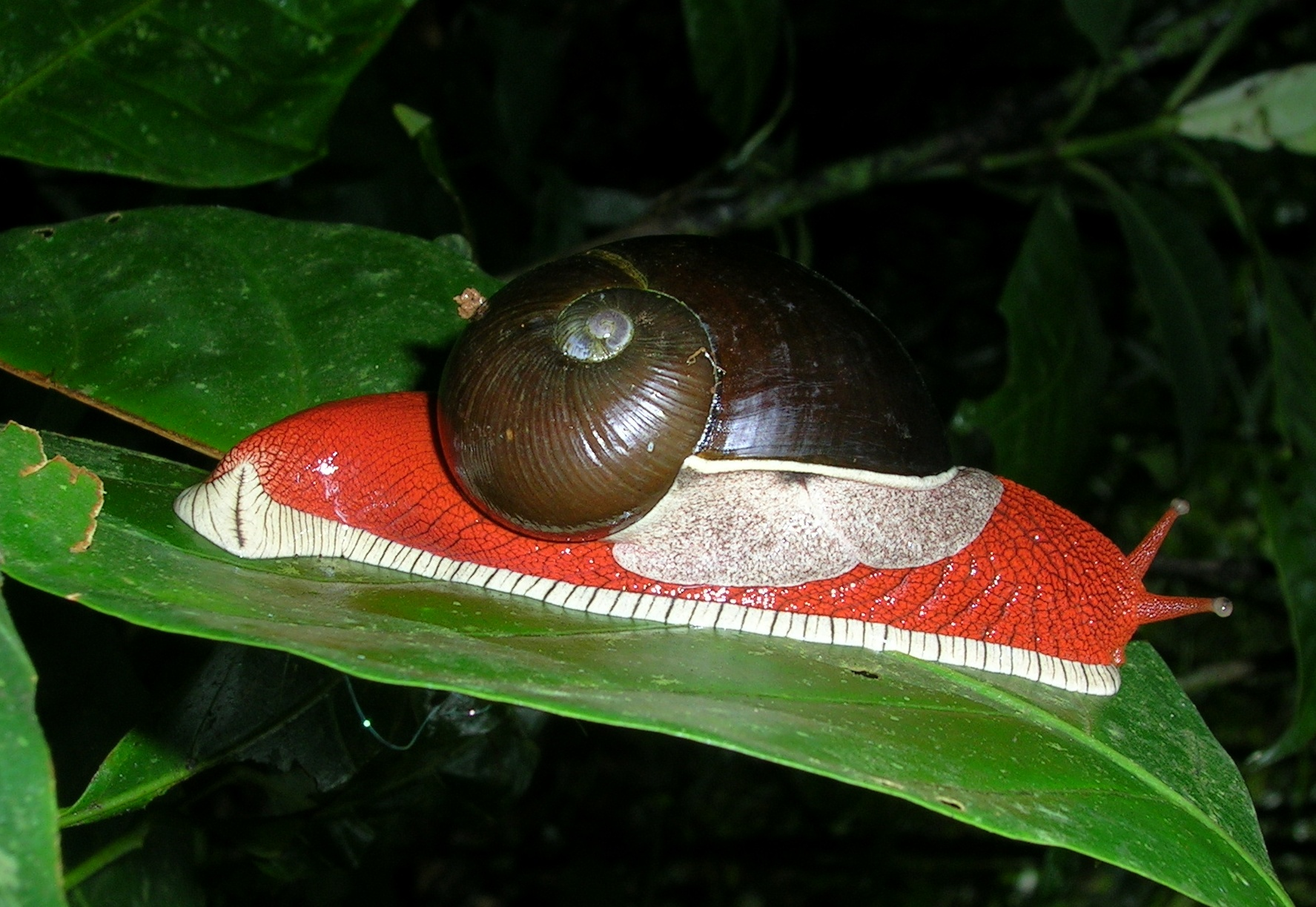
紅白の軟体をもつ Indrella ampulla （マラッカベッコウマイマイ科：バンガロール産）。2枚の丸襟のように見えるのは外套膜の伸長部で、その合わせ目の部分が呼吸孔。

体は軟体部と呼ばれ、殻軸筋（かくじくきん）と呼ばれる筋肉で殻内の殻軸部に付着している。この筋肉を収縮させ体を殻内に引き込む。殻と体は別物ではなく、殻は体の器官の一つであり、中に内臓がある。よって、カタツムリが殻から出たらナメクジになるということはなく、殻が大きく破損したり、無理に取ったりした場合には死んでしまう。他の巻貝も同じである。
一般にカタツムリと呼ばれるマイマイ目 Helicida （柄眼類）では頭部に触角が大小2対あり、大触角（後触角）の先端には眼がある。これに対しヤマタニシなどの前鰓類の陸貝では触角は1対しかなく、先がとがっており、眼はその根元にあるなどの違いがある。
全てのカタツムリは軟体部が湿った状態でなければ生きていけない。また暑さ寒さによっても活動に支障が出る。このような時にはカタツムリは物陰に潜み、殻の中に軟体を引っ込めて、殻口に粘液の膜を張る。この膜は専門用語で「エピフラム」(epiphragm)と呼ばれるもので、乾燥するとセロファンや障子紙のような質感の膜になり、軟体を乾燥から守る。またエピフラムには微小な穴が開いていて、窒息しないようになっている。
ナメクジと近縁の種であるため塩分に弱いというイメージが持たれがちであるが、小笠原諸島のみに生息するオトメカタマイマイなどは本土から流木に乗って海を渡り小笠原諸島に漂流して独自の進化を遂げたと推測されており、むしろ塩分には耐性がある。
触角のある頭部下面には口があり、口内の上には顎板（がくばん：jaw）が、底部にはおろし金状の歯舌（しぜつ：radula）があり、後者で餌を磨り取って食べる。ガラス面を這うカタツムリの口を観察すると赤味を帯びた小さいものが見え隠れすることがあるが、これが顎板で、さらによく見ると顎板の動きと呼応して透明の歯舌の運動が見られる。口は食道から胃へとつながり、奥の方でＵターンして殻口近くで肛門となる。
カタツムリは他の有肺類と同様に雌雄同体で、触角の後方側面（右巻きでは右側、左巻きでは左側）に生殖孔と呼ばれる生殖器の開口部があるが、普段は閉じていて目立たない。生殖孔は一つであるが、そのすぐ内部では雌雄の二つの生殖器の開口部に分かれている。生殖行動時には内部から陰茎が反転翻出し相互に生殖孔に挿入して交尾が行われる。生殖器の構造は分類上きわめて重要な部分と考えられており、新種記載の際にはその構造を図示記載するのが通例である。同定する際にも解剖してその構造を調べなければならない場合が多く、古い時代に殻の特徴のみで分類されたものが、後に生殖器の構造からまったくの別科であったと判明したものがある。
一般に動きが鈍いとされるが、一概には言えず、短い距離では、肉食性のカタツムリ（エウグランディナ・ロセアなど）は、獲物を捕らえようとするときには他のカタツムリを追い越すスピードを出す。長距離では、ヨーロッパ産のニワマイマイが動きの速いカタツムリとしてギネスブックに掲載されている（ギネスブック’94、74ページ、騎虎書房。1993年12月25日）。

### 貝殻

#### 貝殻の巻き方
カタツムリには右巻き（右旋：dextral）と左巻き（左旋：sinistral）があり、上から見て、渦の中心からどちら回りに殻が成長するかで決められる。実際に区別をするには、殻頂を上にして貝殻の口を自分の方に向けた時、殻の口が右にあれば右巻き、左にあれば左巻きとするのが簡単である。日本産のものでは種ごとに巻きの方向が遺伝的に決まっており、大部分の種は右巻きであるが、ヒダリマキマイマイなど少数の左巻き種がおり、キセルガイ科のように科全体が左巻きのものがいる。
巻きの方向を決めるのは一つの遺伝子によるとされ、この遺伝子が欠如もしくは機能しない場合、その種本来の巻き方向とは逆に巻いた逆旋回個体となる。実際に逆旋個体が発見されることがあるが、極めて稀な例である。通常、逆旋個体は体の構造も逆で、交尾孔が右旋個体は右側、左旋個体は左側に開く。多くのカタツムリでは対面しながらすれ違う位置で交尾孔のある側を相互に合わせるため、巻き方が逆であると交尾が困難となり種分化がおこる場合があると考えられている。外国にはポリネシアマイマイやマレーマイマイのように同一種内で右巻きと左巻きの両方が普通に出現する種類がある。このような両旋型の種の交尾は、他方の殻の上に、もう一方の個体が乗るマウンティング形式であるために、巻き方の違う個体同士でも交尾が可能である。

#### 殻皮

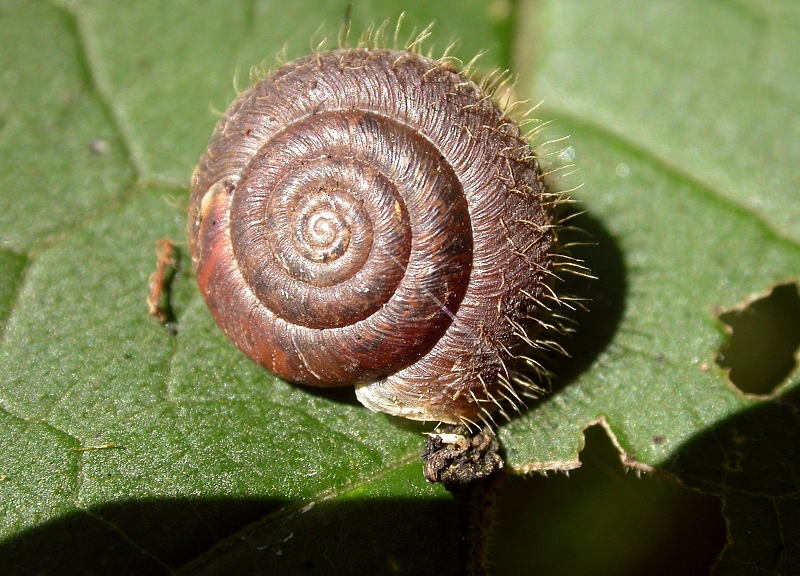
カドバリコマイマイ科の Trochulus 属の一種。ドイツ・ヴータッハ渓谷産。殻皮に毛をもつ種は色々な科に見られるが、その意味はよく分かっていない。

カタツムリの表面にはキチン質で構成された殻皮（かくひ）と呼ばれる薄膜があり、石灰質でできた殻の表面を覆っている。殻皮はカタツムリに限らず貝類のほとんどの種類に存在し、石灰質の殻本体を腐食から保護するのが基本的な役目であるが、カタツムリではそれに加え汚れが付き難くする役目、彩色することにより殻を背景にとけ込ませる保護色の役目などを合わせもつとされる。
殻皮の表面には細かい凹凸や規則正しい微細なディンプルが無数に存在し、接着面積を少なくすることによって、殻皮に付着したゴミや汚れなどを雨で洗い落とす効果があり、その結果カタツムリは殻表をいつも美しく清潔に保っているとされ、この構造にヒントを得た防汚効果のある建物の外壁などが開発されている。またフィリピンのタニシマイマイ類などには、二重構造の殻皮をもつことで日照時と降雨時の色や模様が変化し、鳥等の外敵から見つかり難くする効果を得ているとされる種類も知られている。
さらに殻皮が一部が変化して毛状になっている種類が世界中のいろいろな科に見られるが、その機能についてはよく分かっていない。欧州の Trochulus 属のカタツムリでは、水分の多い環境に棲む種は特に毛が発達する傾向が見られることから、濡れた殻が他物に吸着するのを防ぐためのものではないかとの説が出されている。日本産ではシワクチマイマイ類やビロウドマイマイ類などが多数の毛に覆われた殻をもつ。またナンバンマイマイ科のオオケマイマイなどの殻の周囲にも殻皮が伸びた毛が見られる他、ヤマタニシ科のヤマトガイ類は長い毛を持つものが多いが、これらは老成すると脱落している場合が多い。

#### 殻の形
殻高が低い（＝殻高より殻径の方が大きい）ものが一般的になじみがあるが、陸産貝類にはキセルガイ科（左巻き）やキセルモドキ科、オカチョウジガイ科（ともに右巻き）など細長い殻をもつものもある。カタツムリと呼ばれるものの中には、ナンバンマイマイ科のトウガタホソマイマイやヤマタカマイマイなど日本産の一般的な種に比べると殻高が高く、外国産のものでは更に長い殻をもつものが多く知られる。一般的に樹上や岩などの壁面を生活圏とする種類で殻高の高くなる傾向がある。しかし例外も多く殻形の適応については必ずしもよくわかっていない。逆にオオカサマイマイなどのように扁平な殻を持つ種もある。
海の貝では捕食者に対抗するために棘や瘤などで殻を武装するものが多いが、日本産のカタツムリでは目立つ突起を持つ種はいない。世界的に見ても小型-微小な種で棘をもったものが少数知られるほかは、大部分の種は滑らかもしくは多少のシワやデコボコ、もしくはある程度の螺肋（らろく）や縦肋（じゅうろく）をもつ程度である。これは活動の妨げになることと系統による制約との両方が関係していると考えられるが、明確な説はない。また海の貝によく見られる螺肋は有肺類以外の陸貝ではしばしば見られるが、有肺類に限っては微小種以外ではあまり見られない。ただし、弾力のある毛状の殻皮をもつものはしばしば見られ、日本産では多数の長い毛に被われるケハダシワクチマイマイや、殻の縁沿いに毛が並ぶオオケマイマイなどが見られる。

#### 殻口

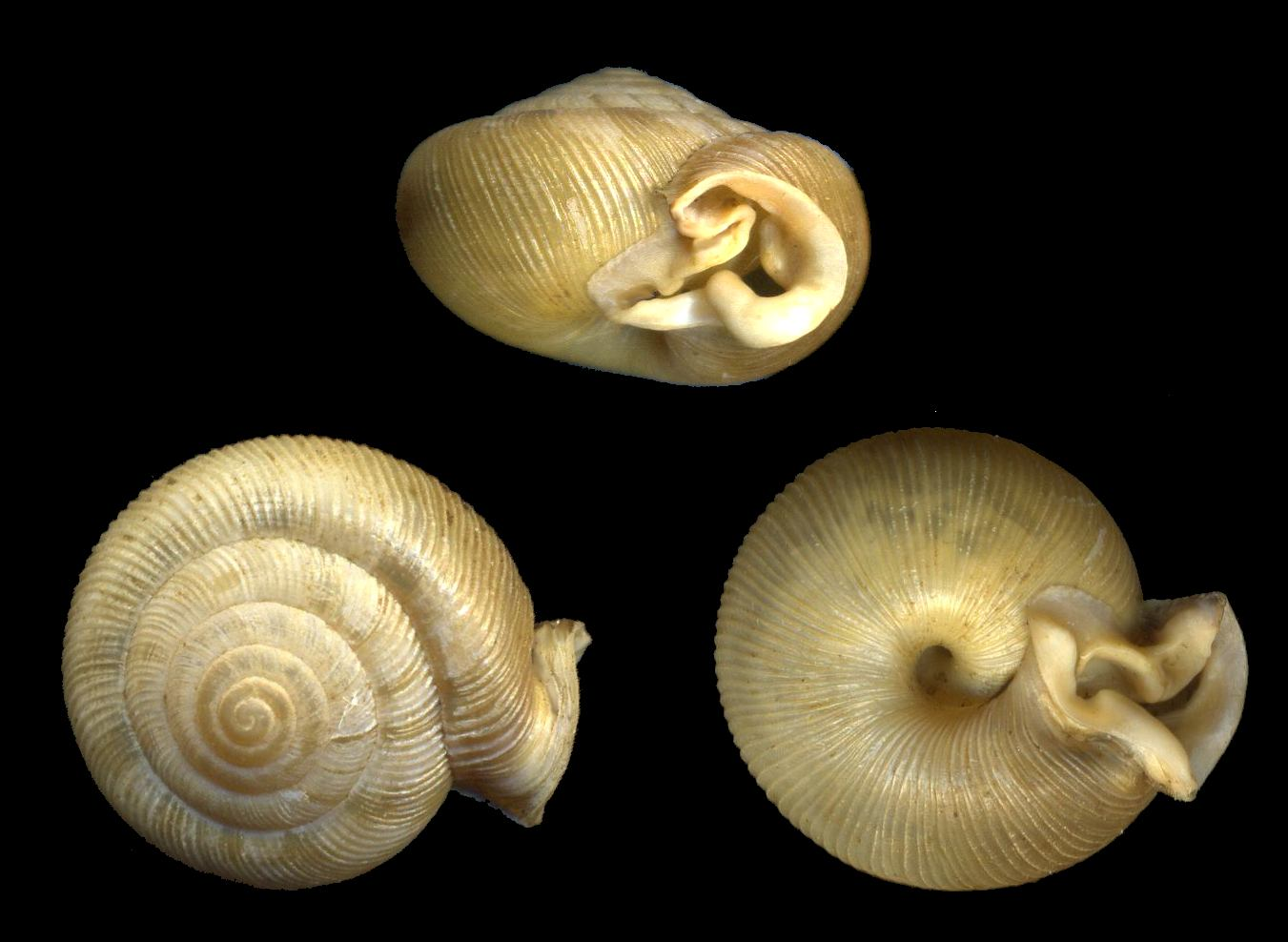
殻口を複雑な凹凸で狭くする Daedalochila uvulifera （アパラチアマイマイ科）--フロリダ産

陸貝のうち前鰓類（ぜんさいるい）のものは殻口を塞ぐ蓋をもつが、カタツムリの大部分は蓋をもたない有肺類である。そのため、敵に襲われて殻内に逃げ込んでも殻口が無防備となりやすく、一部の種では殻口を厚くしたり狭くしたりして、殻破壊の糸口や外敵の侵入などを防ぐように進化している。キセルガイ科では殻の内壁が弁状に突出したバネ式の閉弁構造を発達させており、体が殻奥に引っ込むと自動的に通路を塞ぐようになっている。またキバサナギガイやスナガイ、クチミゾガイ類などは殻口や殻内に多数の歯状突起や襞（ひだ）をもつ。海岸近くに棲むオカミミガイ科にも同様の歯状突起をもつ種が多い。外国のものではオニグチマイマイやサカダチマイマイなどが殻口内部に複雑な突起を発達させた種としてよく知られている。このようなさまざまな殻口の構造は成貝になって初めて形成されるのが普通で、成長の最後の仕上げとして大きなエネルギーを費やすのである。このような殻口には種類ごとの特徴が出やすく、殻口が破損しているものや完全に形成されていない幼貝などでは同定が難しい場合が多い。殻口は貝自身にとっても観察者にとっても重要な部分の一つである。

#### 殻の模様と色

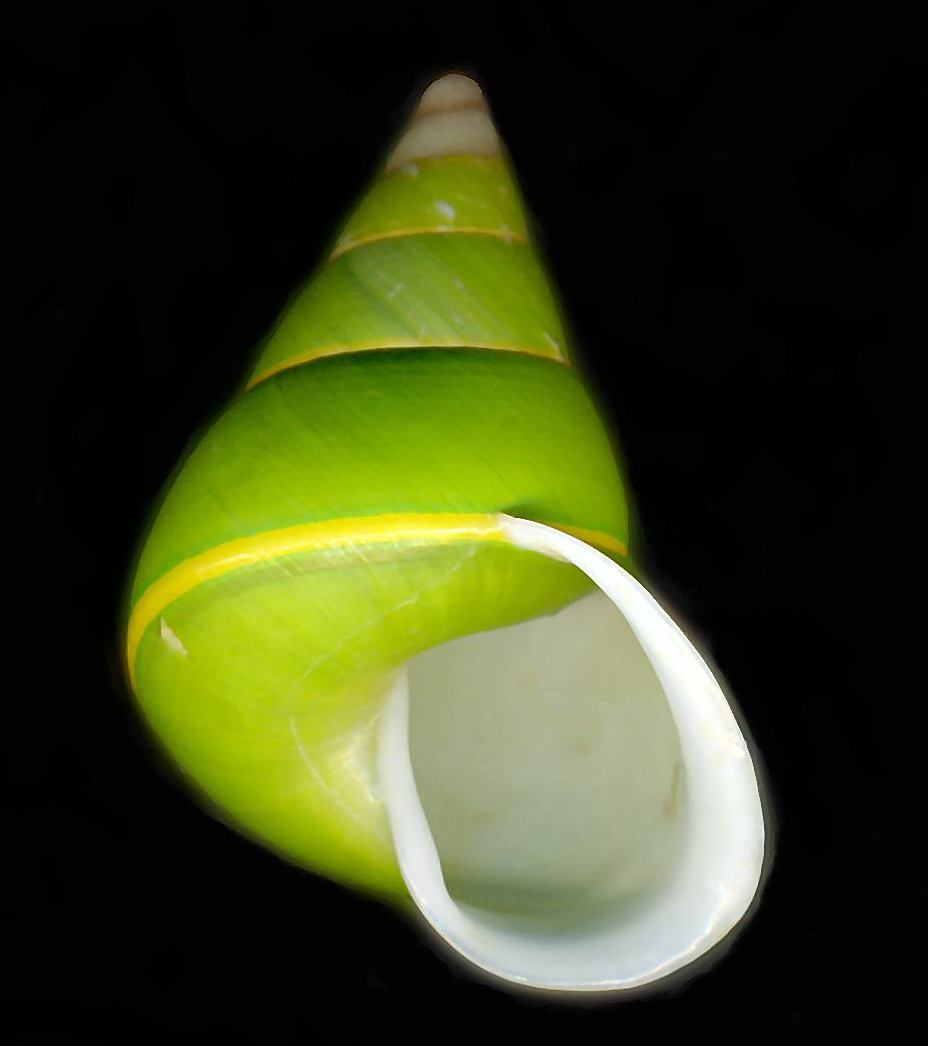
ミドリパプア（ナンバンマイマイ科）。マヌス島の熱帯林の樹上に生息し、鮮やかな緑色と黄色い色帯は保護色と考えられている。

カタツムリにはさまざまな模様のあるものが多く、特に「色帯（しきたい）」と呼ばれる、殻頂を上にしたとき水平方向に走る帯状の模様をもつものが多い。このパターンは系統とは関係なく世界中のカタツムリに多く見られる。日本産のマイマイ属（Euhadra）では色帯の出る位置が決まっており、その位置は上から順に1-4の番号が振られ、帯がない場合は0で表記される。全部の色帯が出たものは1234、まったく色帯のないものは0000となる。この色帯も遺伝子に支配されていると考えられており、同一種の同一個体群内でもいろいろなものが見られることが多い。
また色帯と垂直に交わる色の濃淡が見られる場合があり、これは「火炎彩（かえんさい）」「虎斑（こはん）」、あるいは「トラマイマイ模様」と呼ばれる。これはニシキマイマイやハリママイマイ、ヒタチマイマイなどでよく見られる。模様の呼称の元となったトラマイマイはミスジマイマイの斑紋の顕著な一型とされ箱根山周辺地域に分布する。
カタツムリの色は一般に茶色系統のものが多く、特に日本産のものでは色彩の乏しいものが多い。しかし熱帯にはミドリパプアのような鮮やかな黄緑色や、コダママイマイやハワイマイマイのような鮮やかな模様をもつものなど、黄色や紫やピンクなど美しい色彩をもつものが多く、これらも生息環境に適応して進化した結果であると考えられている。また伊豆諸島に分布するシモダマイマイでは殻の色彩が同地域に棲むヘビの模様と呼応して変化しており、鳥などの捕食者に対するベイツ型擬態（Batesian mimics）ではないかという説がある。

#### 蓋
カタツムリは一般に蓋を持たないが、ヤマタニシ科などでは蓋がある。ヤマクルマガイでは蓋が円錐形に盛り上がるのが特徴になっている。

## 生態

### 生息環境
多くの種は乾燥に弱いためにある程度の湿度があるところに多く生息するが、乾いたところを好む種類もあり、中には砂漠の環境に適応した種さえある。ミジンマイマイやウスカワマイマイのように海岸や畑地、道路や人家周辺などの開けた場所を好む種や、深山にしか生息しない種などがあり、種ごとに地理的分布や生息環境が決まっていることが多い。中には岩の表面に住むもの、朽ち木にいるもの、あるいは樹上性のものなど、限られた条件にのみ生息するものがある。
また、貝殻の材料となるカルシウムはカタツムリにとって補給の難しい資源であり、個体数の制限要因となり得る。したがって、それを豊富に供給してくれる石灰岩地はカタツムリにとって好適な環境で、そのため種類や個体数が多い。たとえば沖縄諸島の隆起珊瑚礁の森林では、温暖な気候も相まってカタツムリの個体数が多く、貝殻を踏まずに一歩も歩けないほどである。また石灰岩地で種分化して固有種となっているものが多い。このようなことから、ある場所で採取された一群のカタツムリを見ることで、その地理的位置やおおよその環境を推定することが可能である。

### 生殖

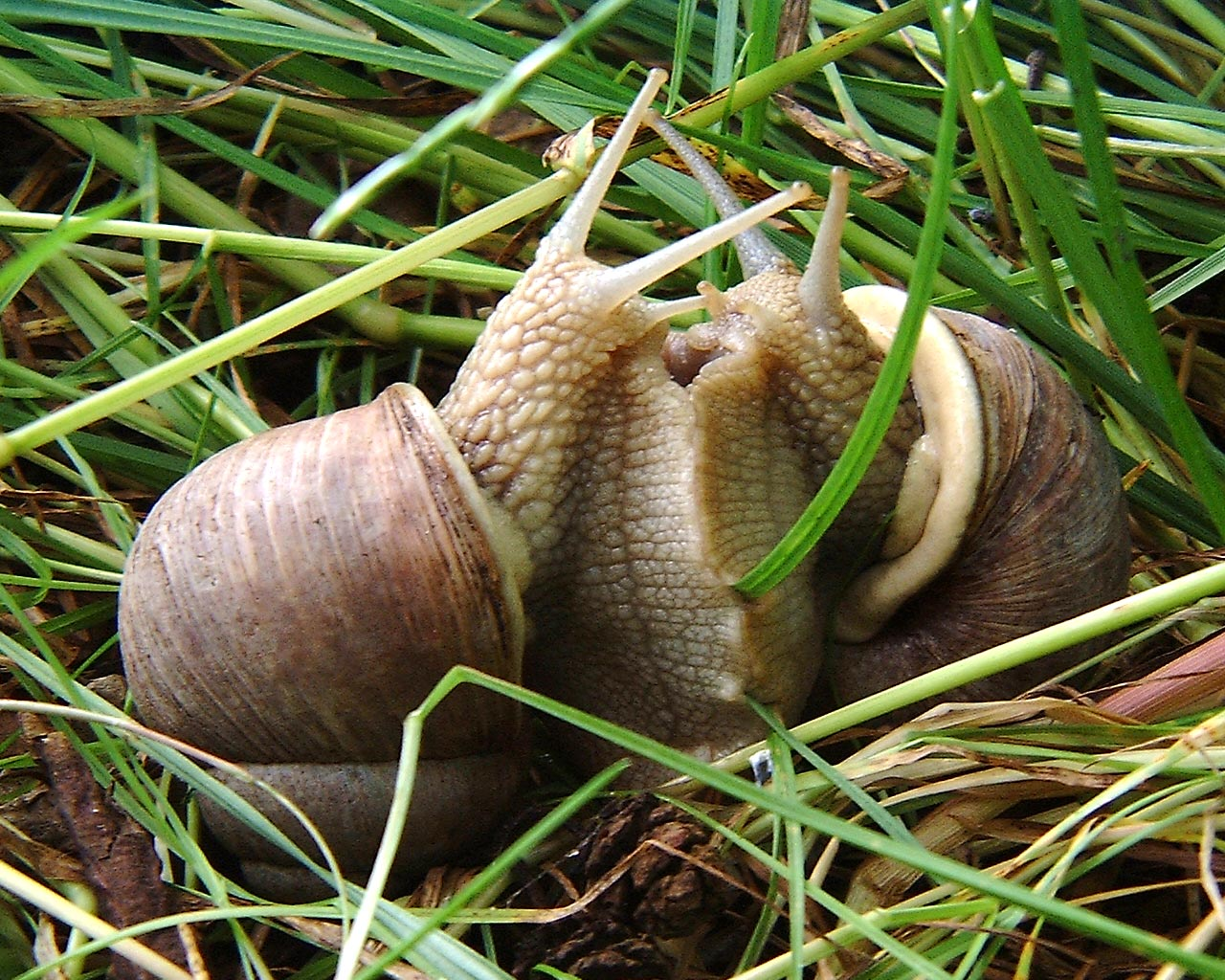
交尾しようとしているリンゴマイマイ（ブランデンブルク州・6月）

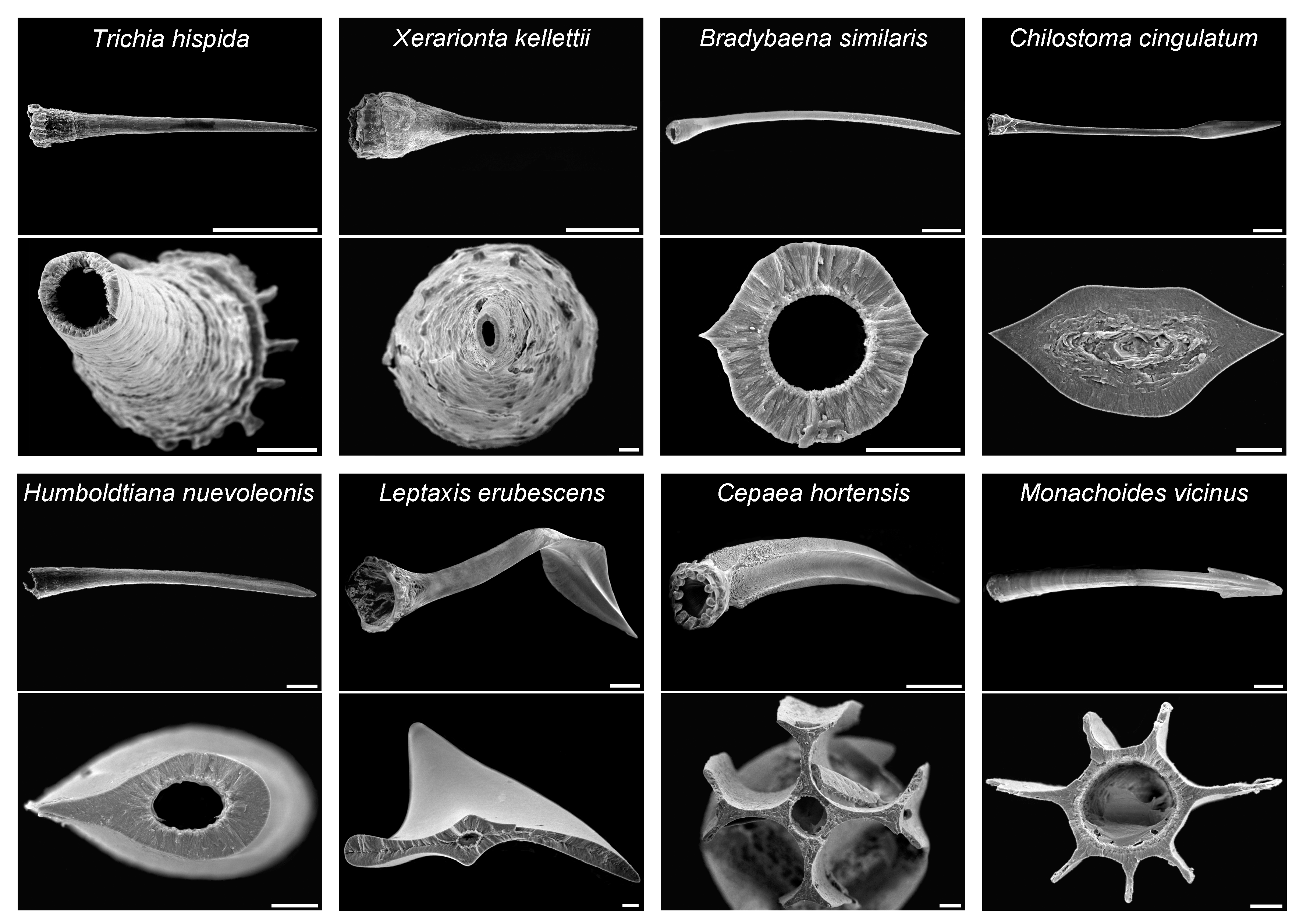
いろいろな形の恋矢（れんし）とその断面

ヤマタニシなどの前鰓類では雌雄異体であるが、有肺類では同一個体が卵子と精子を持つ雌雄同体である。ただし成長中の個体にあっては雄の機能が先に成熟することが多い。一般には他の個体と相互に交尾することで受精し産卵する。雌雄同体のため自家受精もできるが、産卵数・孵化率とも著しく低下する例が多い。交尾の際、精子は精莢（せいきょう）と呼ばれる入れ物ごと受け渡されるのが普通である。一般には生殖器を直接挿入しない動物が精子の入れ物として精莢を形成するが、カタツムリは直接交尾をするにもかかわらず精莢を作るため、その機能は精子運搬のためだけではなく、精子の栄養体ではないかと考えられている。精莢は雄部生殖器の一部を鋳型として形成されるため分類群によって違った形をしているが、概ね半透明で細長いのが一般的で、受け取った側の雌部生殖器内で分解される。
リンゴマイマイ科やナンバンマイマイ科など一部のグループでは生殖器に恋矢（れんし、英:Love dart）と呼ばれる石灰質の槍状構造を持ち、交尾の際にはそれを相手に突き刺すことが知られている。その行動はダートシューティングと呼ばれる。恋矢で刺された個体は寿命が短くなることが明らかになっている。またナンバンマイマイ科では、生殖期に大触角の間の「額」の位置が盛り上がって瘤（こぶ）状になっているのが見られることがある。これは頭瘤（とうりゅう）と呼ばれるもので、性フェロモンを分泌すると考えられている。
卵は炭酸カルシウムの殻で覆われた球形のものが多いが、寒天質のものや、ノミガイ科やキセルガイ科の一部のように卵胎生で稚貝を直接産むものなどもある。産卵場所は地面の浅いところや朽木の下、木の根元の隙間などで、卵は頭部後方側面の生殖孔から一つずつ産み落とされ、一箇所にまとめられるのが普通である。多くは1週間から1か月程度で孵化する。通常の水生巻貝に見られるような幼生期は卵の中で過ごすため、孵化した子は小さくて巻きも少ないとはいえ既にカタツムリの形をしている。

### 餌

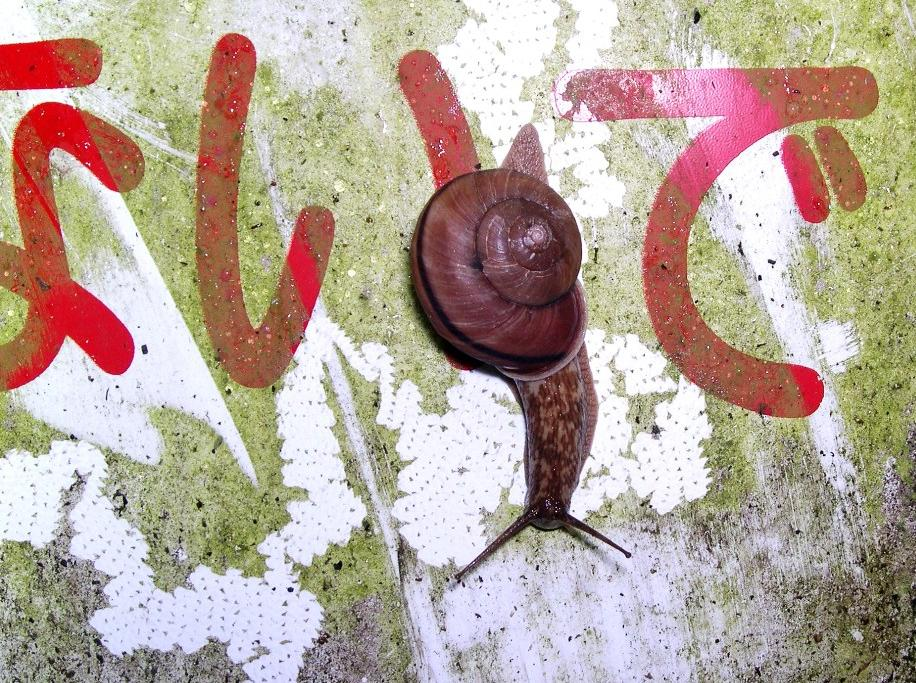
ヒダリマキマイマイとその食痕。1個のしずく型が一舐めの痕。横一列に数回舐めると "一歩" 前進し、手前の列が終わった地点から再び横一列に舐め始めるため、食痕はS字状の連続となる。

ほとんどの種は植物性のものを食べ、生の植物や枯葉などやや分解の進んだ植物遺骸などを食べるほか、菌類を餌とするもの、雑食性のものなどがあり、一般にやや広い食性をもつ。また建物壁面やガードレールなどの人工物の表面に発生した藻類も餌となり、その食痕は日常的に見ることができる。
農作物や園芸植物を食べるウスカワマイマイやチャコウラナメクジは、農業害虫であるため殺虫剤で防除される。多くの種がセルロースを分解吸収できるため、新聞紙やチラシなどの紙類もよく食べ、その場合は糞が元の紙の色になる。
しかし中には他のカタツムリを捕食する肉食性の種もあり、米国南部原産の肉食種ヤマヒタチオビはアフリカマイマイの駆除のためにハワイや小笠原諸島、その他の太平洋諸島に人為的に移入された。しかしアフリカマイマイの駆除にはあまり役立たず、むしろこれらの島々の固有種を捕食して絶滅に一役買うことになってしまった。このほか近年日本の一部に定着した地中海原産のオオクビキレガイは農作物のほか陸貝を捕食するといわれており、ニュージーランドのヌリツヤマイマイはミミズを捕食する大型種として知られる。
またカタツムリは殻を形成・維持するためにカルシウムを多く必要とし、捨てられた貝殻や古くなった他のカタツムリの死殻をなめることがある。雨が降った後、ブロック塀やコンクリート壁にカタツムリが沢山現れる所を見ることがあるが、これもコンクリートに含まれるカルシウムを摂食するために集まっている現象である。

### 天敵

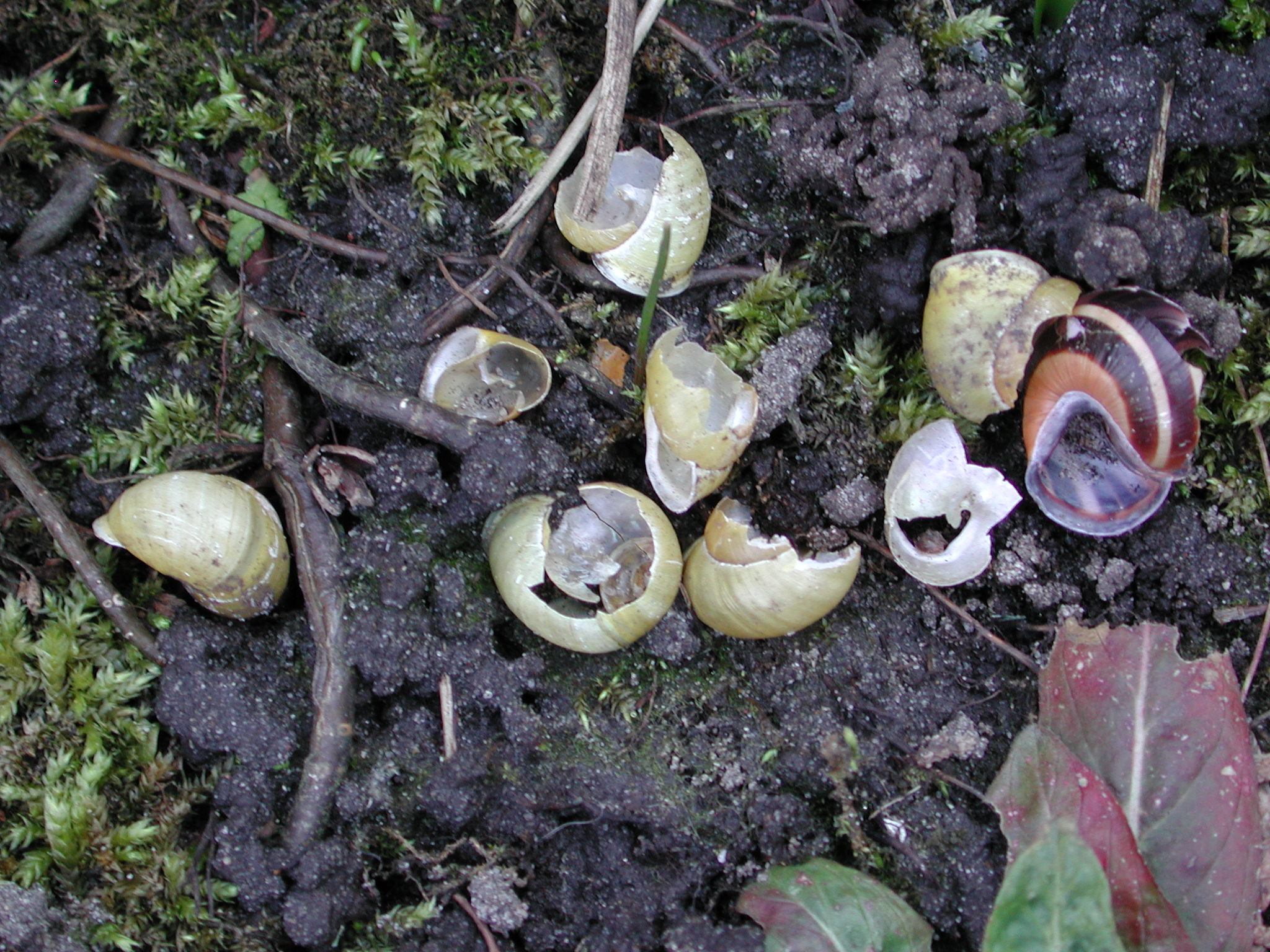
鳥に捕食されたニワノオウシュウマイマイ（黄色）とモリノオウシュウマイマイ（茶帯）

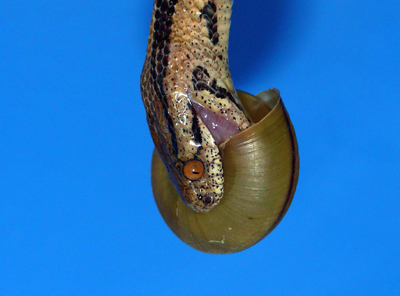
シュリマイマイを食べるイワサキセダカヘビ

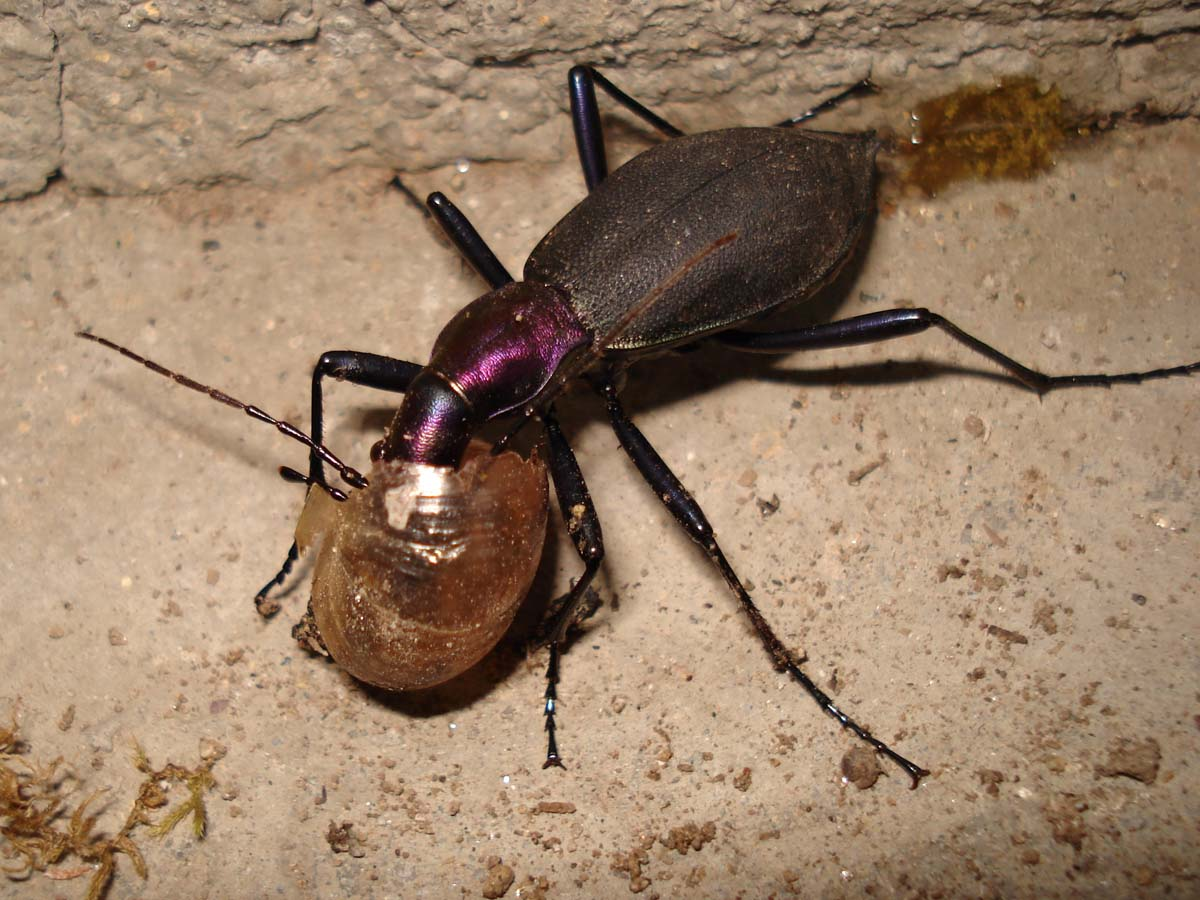
捕食中のマイマイカブリ

カタツムリを主食とする動物（天敵）としては、ホタル類の幼虫やオサムシ類のマイマイカブリがよく知られているが、欧州に分布するアゴザトウムシ科 Ischyropsalididae のザトウムシも主にカタツムリを食べることから、ドイツ語で Schneckenkanker（"マイマイザトウムシ"の意）と呼ばれる。石垣島や西表島に生息するイワサキセダカヘビもカタツムリを専食することで知られ、顎を器用に使い貝の中身だけを食べる。これらの専食者以外にも多くの動物が捕食者となり、なかでも鳥類は主な天敵の一つである。また地上性のカタツムリでは、ヤマネズミ類、イタチ、アナグマ、ツチブタ、タヌキ、イノシシ、トカゲ類、カエル類などの脊椎動物にも捕食されるほか、コウガイビルやニューギニアヤリガタリクウズムシなどの扁形動物、線虫類、捕食寄生をするハエ目の昆虫など敵は非常に多い。餌の項にもあるとおり、同じ陸産貝類にも肉食で陸貝を狙うものがあり、日本ではイボイボナメクジがその例として知られている。
これらの天敵に対し、殻のある種では殻の中にじっと潜んで天敵から身を守るのが一般的であるが、エゾマイマイなど腹足の筋肉が大きく進化した一部の種ではエゾマイマイカブリやオオルリオサムシなどの天敵に対し殻を振り回して撃退していることが実証研究で明らかになっている（動画あり）。

### 寿命
カタツムリの寿命は種によって大きく異なるはずだが、詳しいことはわかっていない。大型のマイマイ類では数年、小型の殻の薄い種類では1年程度かそれ以下と考えられており、ウスカワマイマイの寿命は普通1年で後者に属する。キセルガイ科のものは長寿傾向にあり、野外で成貝として採取したナミコギセルを15年間飼育した例が知られている。この例では、飼育環境を不注意に乾燥させてしまったのが死因であるため、実際には更に長生きした可能性があるという。

### 防除
農業や園芸での食害があるため、防除が行われる。ナメクジやカタツムリは、銅イオンを忌避することが広く知られている。また、乾燥させた珪藻土もカタツムリ対策に効果があるとされる。

## 人との関わり

### 名称
日本語における名称としてはカタツムリの他にマイマイ、デンデンムシ、蝸牛（かぎゅう）等がある。語源については諸説がある。
カタツムリ
笠つぶり説、潟つぶり説、片角振り説など諸説ある。なお、「つぶり」は古語の「つび（海螺）」で巻貝を意味する。
デンデンムシ
子供たちが殻から出ろ出ろとはやし立てた「出ん出ん虫」（「出ん」は出ようの意）であるとの説がある。
マイマイ
「デンデンムシ」と同様に子供たちが舞え舞えとはやし立てたことに由来するとの説がある。
蝸牛（かぎゅう）
語源については、動作や頭の角がウシを連想するためとみる説がある。
柳田國男はカタツムリの方言（マイマイ、デデムシ、カタツムリ、ツブリ、ナメクジ）の分布の考察を通して、『蝸牛考』において方言というものは時代に応じて京都で使われていた語形が地方に向かって同心円状に伝播していった結果として形成されたものなのではないか、とする「方言周圏論」を展開した。
他の言語では陸生のカタツムリと水生の巻貝類を呼び分けないことがあり、翻訳などの際に注意が必要である。例えば英語のsnailや独語のSchneckeなどはカタツムリばかりでなく巻貝全体を指す語であり、単に"snail"等とある場合には前後関係から陸生か水生かを判断しなければならない。これらの言語では、特に陸貝の場合land snail(s)、Landschnecke(n)等、淡水の巻貝をFreshwater snail、海水の巻貝をSea snailと言うことがある。

### 食品・民間薬

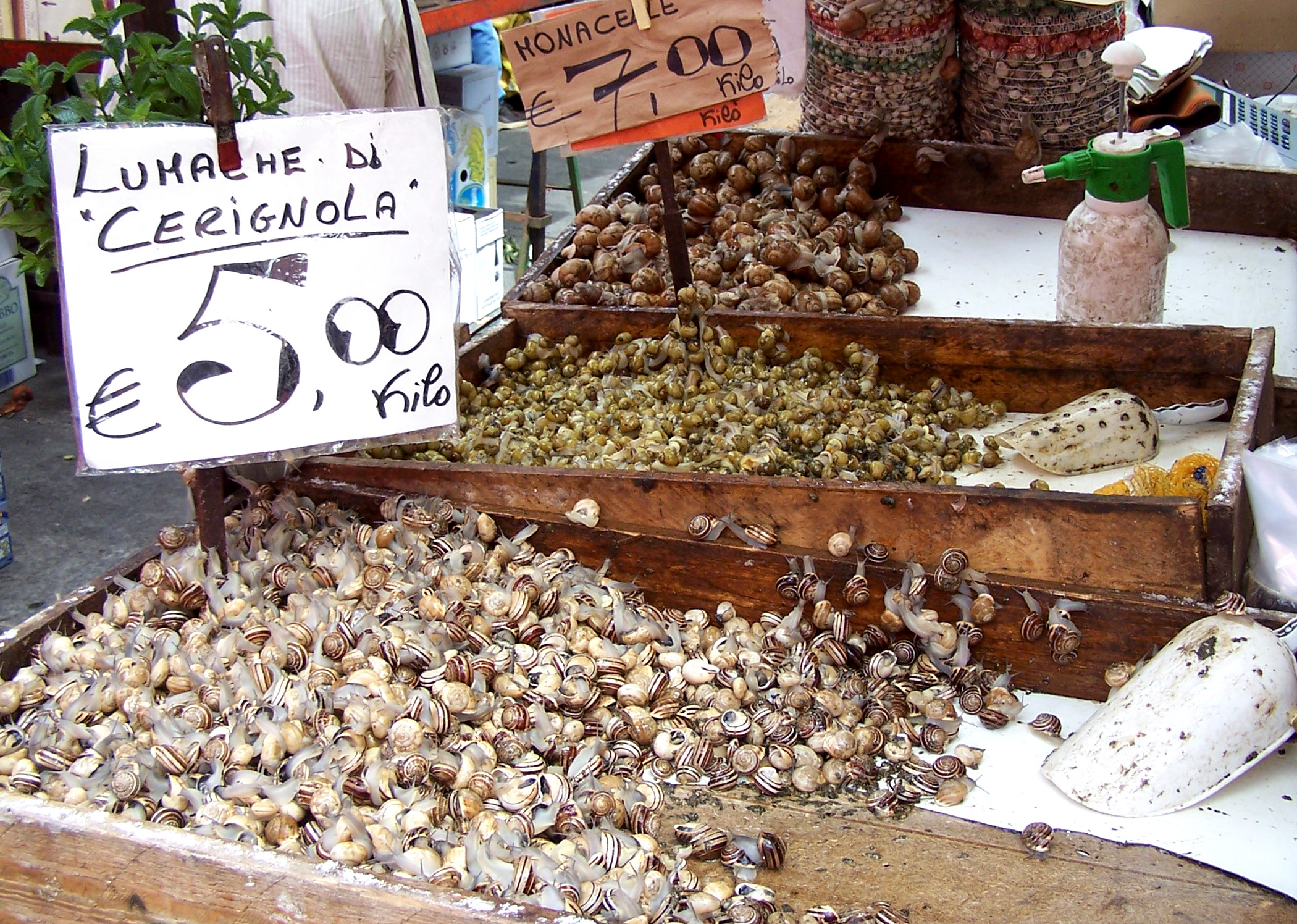
食用種の販売店（イタリア・トリノ）。手前からイスパニアマイマイ、ミドリエスカルゴ、リンゴマイマイの一種。

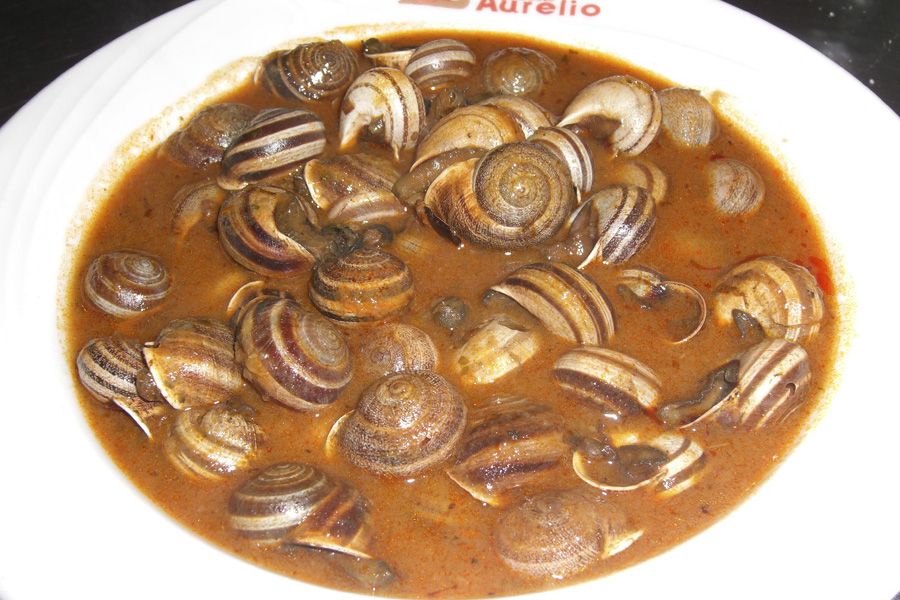
カブリージャ（ソバカスサラセンマイマイ）のトマトソース煮（スペイン・カディス県のレストラン）。

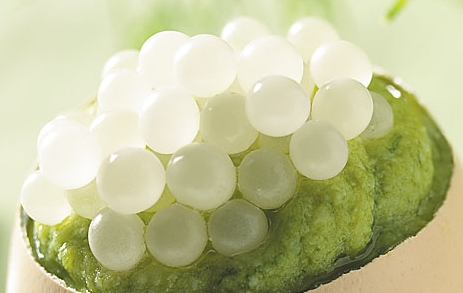
エスカルゴ・キャビア

フランス料理として有名なエスカルゴは、専用のブドウ畑（高級品ならワイン用の品種のブドウを用いる）や穀類で寄生虫がつかないよう衛生的に養殖されたリンゴマイマイ科（Helicidae）のカタツムリの一種であり、主にヨーロッパとヨーロッパ系人種が多いアメリカで食用にされ、養殖が盛んに行われている。スペイン・バレンシア地方では、パエリアの具材として欠かすことのできない食材である。ギリシャでも広く食用にされている。フランス領のニューカレドニアなどでは、現地に産するトウガタマイマイ科の Placostylus 属のものが大量に消費されてきた。
スコットランドでは1800年代の飢饉時に救荒食物として食用とされた
卵もエスカルゴ・キャビア、ホワイトキャビアなどの俗名で食用とされる場合がある。

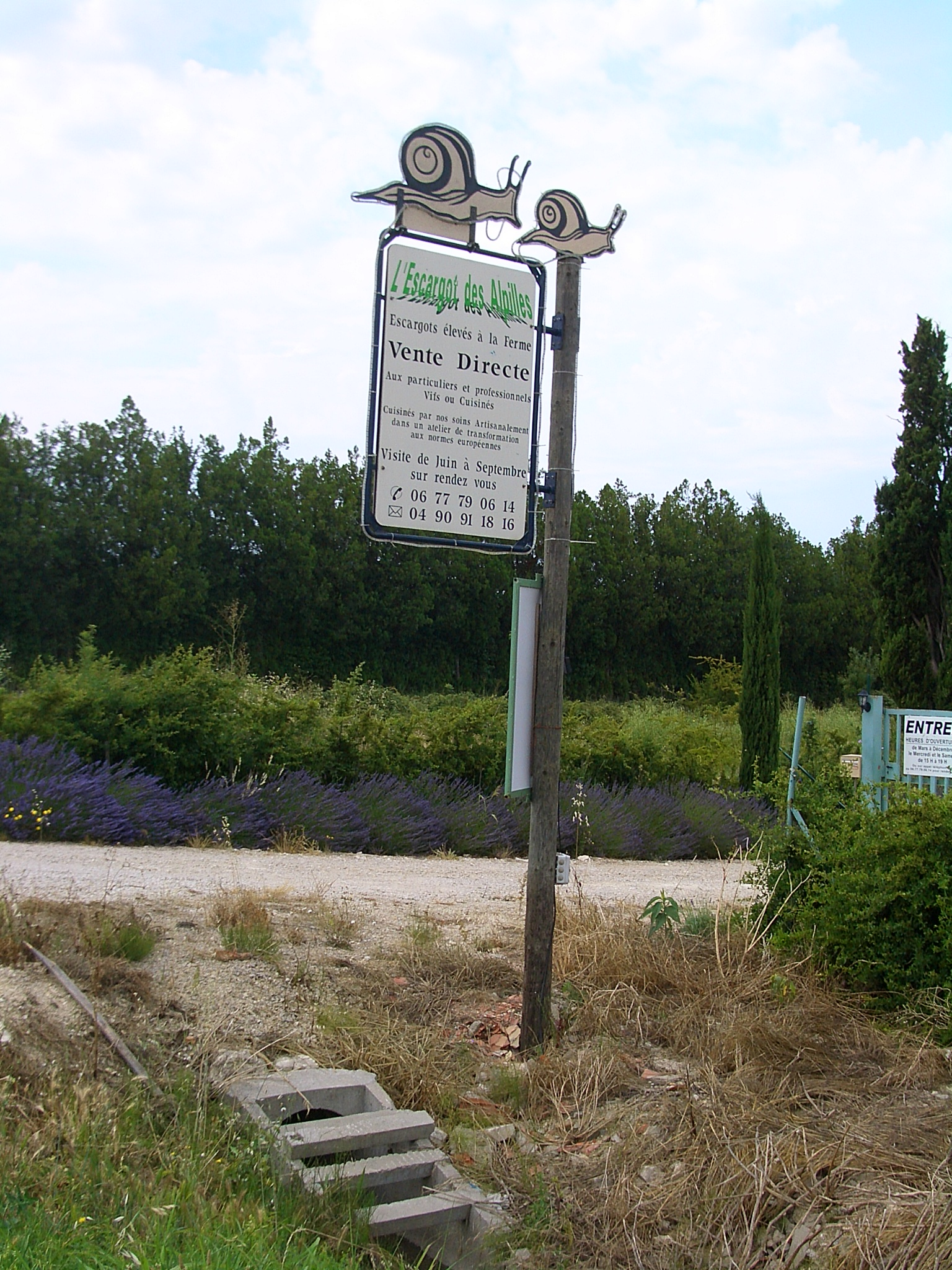
フランス・プロヴァンス地方のエスカルゴ養殖場

缶詰などのエスカルゴにはアフリカマイマイなどを使ったものが多く、中国や台湾などでは白珠といわれる軟体部の白いアフリカマイマイの品種が多く養殖されている。アフリカマイマイ科とリンゴマイマイ科では足の溝の特徴が異なるため、缶詰の肉でも判別可能である。一般にはアフリカマイマイの肉の方がやや硬いとも言われるが、調理法や個人の嗜好にもよるため優劣を比較することはできない。
日本では極一部の地域においてカタツムリを食べる。例えば飛騨地方ではクチベニマイマイが子供のおやつとして焼いて食べられていた他、喉や喘息の薬になると信じられ、殻を割って生食することが昭和時代まで一部で行われていた（後述にもあるがカタツムリは寄生虫の宿主であることが多く、衛生的に養殖されたものを除き生食する行為は危険である）。また殻ごと黒焼きにしたものは民間薬として使用され、21世紀初頭でも黒焼き専門店などで焼いたままのものや粉末にしたものなどが販売されている。
1932年にアフリカマイマイが台湾から日本に持ち込まれ、沖縄県にて食用目的で導入され、寄生虫は加熱で対処されるため加熱され食糧難の時代に食べられた。

#### 食用上・飼育観察上の注意
種類にもよるが、カタツムリやナメクジ、ヤマタニシやキセルガイなどの陸生貝及びタニシ類などの淡水生の巻貝は、広東住血線虫を持っていることがある。接触後は手や接触部分をしっかり石鹸や洗剤で洗い、乾燥させ、直接及び間接的に口・眼・鼻・陰部など、各粘膜及び傷口からの感染を予防しなければならない。体内に上記の寄生虫が迷入・感染すると広東住血線虫症となり、脳や視神経など中枢神経系で生育しようとするため、眼球や脳などの主要器官が迷入先である場合が多い。よって、好酸球性髄膜脳炎に罹患し死亡または脳に重い障害が残る可能性が大きい。

### 信仰
カタツムリを信仰対象とするものは、前述の民間療法と関連したと見られるものが多い。埼玉県秩父地方には子供の耳ダレに験があるとされる「だいろ神（デエロー神）」というカタツムリ神があり、祠にはカタツムリの殻を奉納したといわれる（「だいろ」とはカタツムリのことで、地方によってはナメクジを指すこともある）。珍しい信仰で、カタツムリの粘液や蝸牛骨からの発想である可能性が高いが、詳しい由来は不明である。

### コレクション

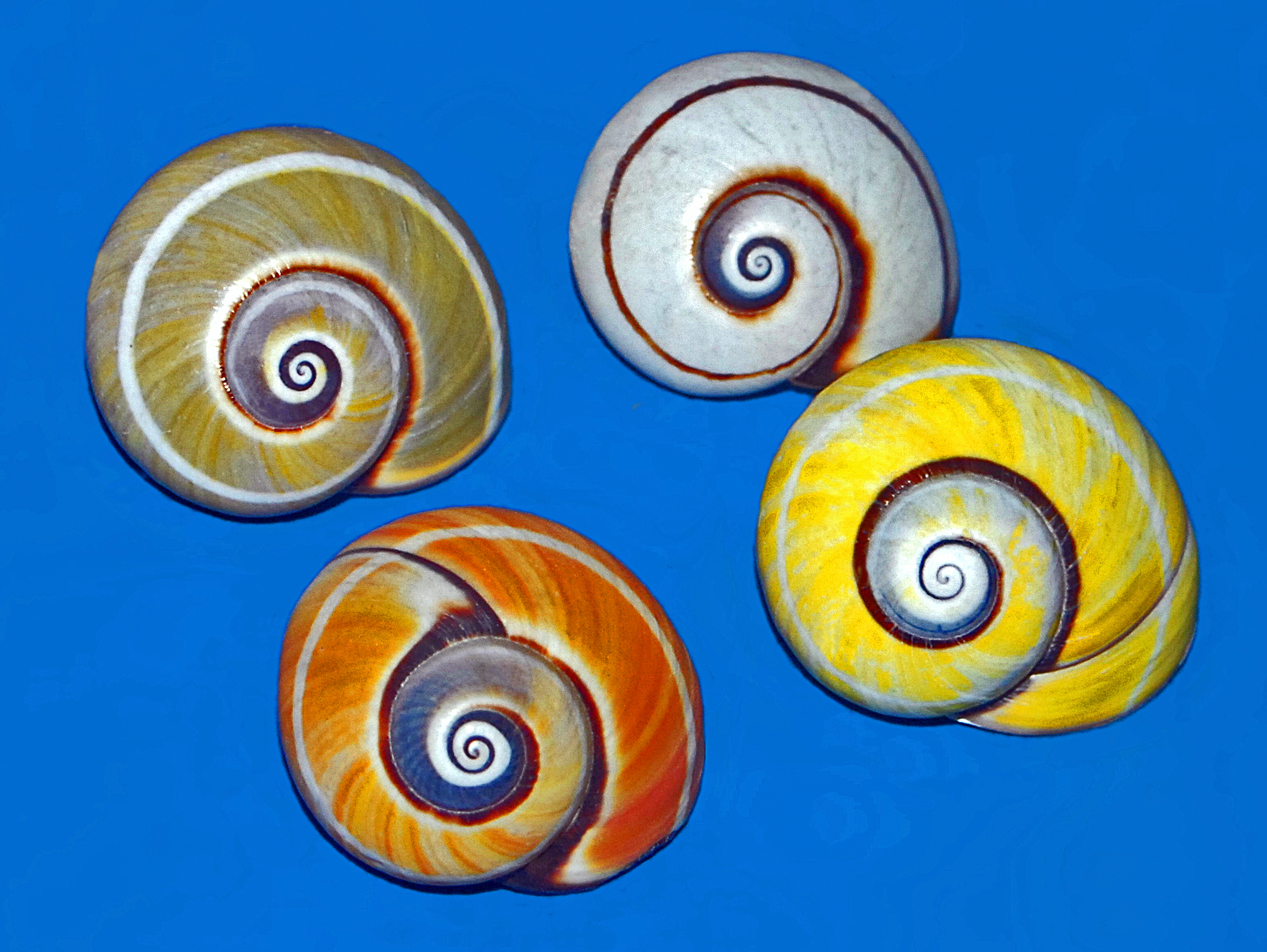
コダママイマイの殻

キューバに生息するコダママイマイは、餌として食べる地衣類やコケ植物に含まれるミネラルによって様々な色を持つことから世界で最も美しいカタツムリとされコレクターの間でコレクションがなされてきた。しかし、コダママイマイ属6種すべてが絶滅危惧種に指定され野生動植物の国際取引を規制するワシントン条約等で保護されているものの、違法な取引が行われ危機に瀕している。

### 民俗・芸能
カタツムリは古くから子供たちに親しまれていて、日本では多くの童歌や囃し文句などがあるほか、多くの呼称がある。
これらは柳田國男の『蝸牛考』に方言周圏論の好例として多く採録され、でんでんむしなどその語源などが考察されている。柳田によれば「でんでん」は「出ろ、出ろ」と子供がカタツムリを指して呼ぶ言葉が訛ったものではないかと推測している。なお童謡の歌詞にある“ツノ出せヤリ出せ頭だせ”の“ヤリ”とは、交尾の際に出る生殖器や恋矢とする説がある。
国定教科書に「かたつむり」の唱歌が掲載されて以降は「カタツムリ」という呼称が確立され、現在は総称として用いられるに至った。このため地方の方言呼称や童謡がどれほど残っているかは疑問である。

#### かたつむり（唱歌）
作詞作曲:不詳 「尋常小学唱歌」（1911年（明治44年）発表）
一
でんでん虫々 かたつむり、
お前の頭は どこにある。
角だせ槍（やり）だせ 頭だせ。
二
でんでん虫々 かたつむり、
お前の目玉は どこにある。
角だせ槍だせ 目玉出せ。
「MUSHY WASHY SNAIL」（英訳詞：HENRY V. DRENNAN）という英語版が存在する。
楽譜

### その他
八重山諸島に古くあった焼物であるパナリ焼きは、土にカタツムリの殻を混ぜて作られたといわれる。良質の粘土がなかったため、土をつなぐ役割を果たしたらしい。
- スネイルレース（英語版） - 二匹以上のかたつむりのレース。